# Nakamura Kiyoo

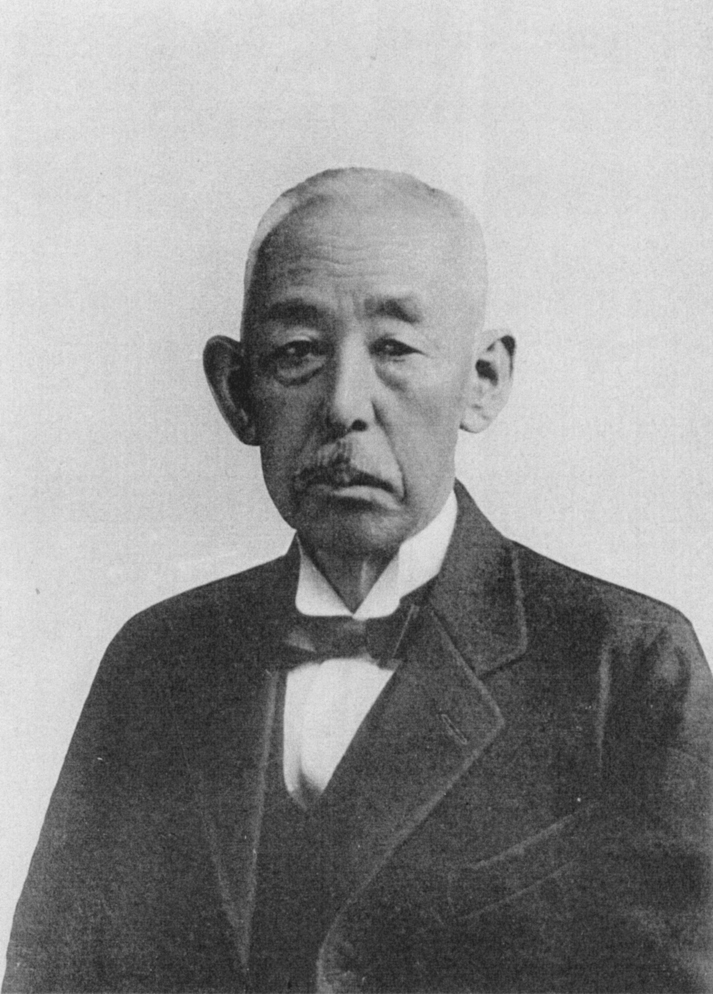
Nakamura Kiyoo

Nakamura Kiyoo (japanisch 中村 精男; geboren 6. Juni 1855 in Matsumoto (Provinz Nagato); gestorben 3. Januar 1930) war der Begründer der Meteorologie in Japan.

## Leben und Wirken
Nakamura Kiyoo wurde als Sohn eines Samurai des Chōshū-han in Matsumoto geboren. Seinen ersten Unterricht erhielt er an der dortigen Matsushitason-Schule (松下村塾). Er besuchte ab 1871 in Tokio die „Daigaku Nankō“ (大学南校) und die Nachfolgeeinrichtung, die Universität Tokio, an der er 1879 seinen Abschluss an im Fach Naturwissenschaften machte. Im selben Jahr wurde er Mitarbeiter des Innenministeriums. 1886 ging er nach Deutschland, wo er sich bis 1889 an der Friedrich-Wilhelms-Universität zu Berlin und an der Deutschen Seewarte in Hamburg weiterbildete. Nach seiner Rückkehr wurde er wissenschaftlicher Mitarbeiter an der „Zentralen Wetterwarte“ (中央気象台, Chūō kishō-dai), die er dann von 1895 bis 1923 leitete. Er untersuchte die Dauer von meteorologischen Zuständen und entwickelte Standard-Vorlagen für die Aufzeichnung von Wetteränderungen.
1881 gründete Nakamura mit Wada Yūji (和田 雄治; 1859–1918), mit dem Astronomen Terao Hisashi (寺尾 寿; 1855–1923) und anderen Gleichgesinnten die „Tōkyō butsuri gakkō“ (東京物理学校), die Vorläufereinrichtung der heutigen Naturwissenschaftlichen Universität Tokio. Erster Direktor wurde Terao. Danach übernahm Nakamura bis zu seinem Tode 1930 die Leitung der Schule.
1908 wurde Nakamura Mitglied der Akademie der Wissenschaften. Nakamura war ein Kenner des Esperanto und setzte sich für die Einführung des Metrischen Systems in Japan ein.